# Erica trichroma
Erica trichroma är en ljungväxtart som beskrevs av George Bentham. Erica trichroma ingår i släktet klockljungssläktet, och familjen ljungväxter. Utöver nominatformen finns också underarten E. t. imbricata.